# Jeannie Longo-Ciprelli
Jeannie Longo (n. 31 octombrie 1958, Annecy, Franța) este o ciclistă franceză. Ea a obținut titluri nenumărate la ciclism rutier sau pe pistă (velodrom). Jeannie Longo-Ciprelli a câștigat 13 titluri de campioană mondială, fiind clasată după rezultatele de la ciclism pe locul 1 în lume. Ea are în prezent în competiție concurente care încă nu erau născute în 1985, anul când ea a câștigat primul titlu de campioană mondială.